# Anoba diffumata
Anoba diffumata là một loài bướm đêm trong họ Erebidae.